# پاتریک آوگوستا
پاتریک آوگوستا (چکی: Patrik Augusta؛ زادهٔ ۱۳ نوامبر ۱۹۶۹) بازیکن هاکی روی یخ اهل چکسلواکی بود.